# Lisa Mayer (Leichtathletin)
Lisa Mayer (* 2. Mai 1996 in Gießen, Hessen) ist eine deutsche Leichtathletin, die sich auf 100- und 200-Meter-Läufe spezialisiert hat. Ihre größten Erfolge sind der Gewinn der Goldmedaille bei den Europameisterschaften 2022 in München und der Bronzemedaille bei den Olympischen Spielen 2024 in Paris jeweils mit der 4-mal-100-Meter-Staffel der Frauen. Aktuell startet sie für das Sprintteam Wetzlar.

## Berufsweg
Nach dem Abitur 2014 an der Butzbacher Weidigschule studierte Mayer Germanistik und Geographie an der Johann Wolfgang Goethe-Universität Frankfurt am Main. Im Herbst folgte der Umzug, einhergehend mit der Möglichkeit täglich und nicht nur zweimal wöchentlich in der Leichtathletikhalle in Kalbach zu trainieren. Seit September 2018 ist Mayer Sportsoldatin bei der Bundeswehr.
Sie gehörte zum Hessenteam 2016, denjenigen Sportlern, die durch die Sporthilfe gefördert werden und die höchste Förderstufe genießen, um sich bestmöglich auf die kommenden sportlichen Großereignisse vorzubereiten.

## Sportliche Laufbahn
Lisa Mayer hatte noch kein Faible für Sport, als zum Jahreswechsel 2007/2008 ihr Talent entdeckt wurde. Ihr Interesse war geweckt, als sie im März 2008 die Waldlauf-Kreismeisterschaften gewann. Beim Ausprobieren ihrer Fähigkeiten stellte sich heraus, dass Wurfdisziplinen nicht ihre Sache sind.
In den folgenden Jahren holte Mayer einige Titel und wurde 2011 gleich dreimal Meisterin bei den hessischen Hallenmeisterschaften in Stadtallendorf in der Altersgruppe der 15-jährigen Schülerinnen (W15): über 60 Meter, im Weitsprung und auf der 300-Meter-Langsprintdistanz der Schüler.
2013 qualifizierte sich Mayer für die Teilnahme an den U18-Weltmeisterschaften in Donezk und belegte beim 200-Meter-Lauf den siebten Platz.
2014 wurde sie Deutsche U20-Vizemeisterin über 100 Meter und kam mit der 4-mal-100-Meter-Staffel bei den U20-Weltmeisterschaften in Eugene auf den dritten Platz.
2015 reihten sich die Erfolge: Deutsche Hochschulhallenmeisterin und Deutsche U20-Hallenvizemeisterin jeweils über 60 Meter, Deutsche U20-Hallenmeisterin über 200 Meter, Deutsche U20-Meisterin und Deutsche U23-Vizemeisterin jeweils über 100 und 200 Meter, als auch U20-Europavizemeisterin in Eskilstuna über 100 Meter.
2016 begann für Mayer nicht minder erfolgreich als Deutsche Hochschulhallenmeisterin über 60 Meter und Deutsche Hallenvizemeisterin über 200 Meter in Leipzig. Während des Trainingslager in den USA zur Vorbereitung auf die Europameisterschafts- und Olympiasaison, hatte sie am 30. April bei einem Testwettkampf mit Weltklassebesetzung in Clermont (Florida) ihren ersten Auftritt in der Aktivenklasse und schaffte in persönlicher Bestzeit von 23,06 s die Norm für die Olympischen Spiele in Rio de Janeiro. Mayer war nicht nur schnellste Europäerin, sondern unterbot auch den hessischen Rekord (23,17 s) aus dem Jahre 1972 von Christiane Kaufmann. Eine Woche später folgte am 7. Mai bei der Bahneröffnung in Wetzlar mit 11,25 s die Normerfüllung für die 100-Meter-Strecke. Weltjahresbestzeit von 42,00 s lief Mayer am 5. Juni 2016 bei der Sparkassen-Gala in Regensburg in der 4-mal-100-Meter-Staffel mit Tatjana Pinto, Gina Lückenkemper und Rebekka Haase und verbesserte auf der 200-Meter-Distanz ihre persönliche Bestleistung auf 23,04 s. Im Juni holte sie sich zwei Vizemeistertitel bei den Deutschen Meisterschaften in Kassel, über 100 und 200 Meter. Bei den Europameisterschaften 2016 in Amsterdam gewann sie mit der deutschen Staffel die Bronzemedaille. Bei den Olympischen Spielen belegte sie mit der deutschen 4-mal-100-Meter-Staffel den vierten Platz. Im 200-Meter-Lauf erreichte sie die Halbfinalrunde.
2017 startete Mayer mit einem dritten Platz bei den Deutschen Hallenmeisterschaften in Leipzig über die 60 Meter. Im April 2017 holte sie bei den World Relays auf den Bahamas Gold für Deutschland mit der 4-mal-100-Meter-Staffel in der Besetzung Alexandra Burghardt, Lisa Mayer, Tatjana Pinto und Rebekka Haase (42,84 s) vor den internationalen Top-Teams aus Jamaika, China und den Niederlanden. Obwohl sie schon früh in der Wettkampfsaison bei der Kurpfalzgala in Weinheim eine persönliche Bestzeit über ihre Paradedisziplin, die 200 Meter, aufstellen konnte, verlief ihre Saison aufgrund einer Verletzung nicht wie geplant. So musste sie auf einen Einzelstart bei den Weltmeisterschaften in London verzichten. Sie belegte dort aber mit der 4-mal-100-Meter-Staffel (Pinto, Mayer, Lückenkemper, Haase) den vierten Platz.
2018 konnte Mayer ihre persönliche Bestleistung über 60 Meter beim Indoor Meeting in Karlsruhe auf 7,12 s steigern, sagte ihre Teilnahme an den Deutschen Hallenmeisterschaften kurz darauf aber ab. Wegen einer Oberschenkelverletzung musste sie Mitte des Jahres ihr Saisonaus bekannt geben, womit auch der Start bei den Heimeuropameisterschaften in Berlin ausfiel.
2019 wurde Mayer nach überstandener Verletzungspause für die 4-mal-100-Meter-Staffel bei den World Relays in Yokohama, den inoffiziellen Staffelweltmeisterschaften, nominiert und errang Bronze im Team mit Lisa Marie Kwayie, Alexandra Burghardt, Gina Lückenkemper und Rebekka Haase. Dies war jedoch ihr einziger Auftritt in der Saison, denn muskuläre Probleme gepaart mit grippalen Infekten, zwangen sie zum Saisonabbruch.
2020 holte sie in 7,24 s über 60 Meter Bronze bei den Deutschen Hallenmeisterschaften in Leipzig. Bei den wegen der Covid-19-Pandemie später als geplant ausgetragenen Deutschen Meisterschaften in Braunschweig qualifizierte sich Mayer zwar für das Finale des 100-Meter-Laufs, musste aber kurzfristig zurückziehen, weil ihr Beuger Probleme bereitete. Auf Grund ihrer anhaltenden Verletzungssorgen brauchte sie nach eigenen Angaben einen Neuanfang und trainierte ab Ende August bei David Corell.
Am 29. Januar 2021 ging sie beim Indoor Meeting Karlsruhe im 60-Meter-Lauf an den Start und belegte im Finale mit 7,21 s den vierten Platz. Eine Woche später startete sie über die gleiche Strecke beim ISTAF Indoor in Berlin und musste sich im Finale mit 7,26 s nur der Slowenin Maja Mihalinec Zidar geschlagen geben. Bei den Deutschen Hallenmeisterschaften 2021 in Dortmund ging sie über die 60 Meter an den Start und verpasste im Finale mit 7,23 s als Fünfte eine Medaille. Am 15. Mai 2021 ging sie in Mannheim beim Wettbewerb „Road To Tokyo“ an den Start und sicherte sich im Finale über die 100 Meter nicht nur den Sieg, sondern verbesserte ihre bisherige persönliche Bestleistung um zwei Hundertstelsekunden auf 11,12 s.
Aufgrund ihrer Vorleistungen wurde Lisa Mayer vom Deutschen Leichtathletik-Verband (DLV) für die Team-Europameisterschaft 2021 nominiert, die am 29. und 30. Mai in Chorzów stattfand. Über die 100 Meter belegte sie in einer Zeit von 11,27 s den zweiten Platz hinter der Polin Pia Skrzyszowska und vor der Britin Imani Lansiquot. Damit steuerte sie sechs Punkte zum Ergebnis des DLVs bei. Im Staffelwettbewerb ging sie gemeinsam mit Jennifer Montag, Rebekka Haase und Lisa Nippgen an den Start. Das Quartett konnte das Rennen nicht erfolgreich beenden und konnte damit keine Punkte dem Ergebnis des DLVs beisteuern. Schlussendlich belegte das Team des DLV mit 171 Punkten den vierten Platz.
Eine Woche später nahm Lisa Mayer an den Deutschen Meisterschaften in Braunschweig teil und startete über die 100 Meter. Im Finale musste sie sich mit 11,16 s nur Alexandra Burghardt geschlagen geben und gewann die Silbermedaille. Vom Deutschen Olympischer Sportbund wurde sie für die Olympischen Sommerspiele 2020 in Tokio nominiert und war für den Wettbewerb im 100-Meter-Lauf und für die 4-mal-100-Meter-Staffel vorgesehen. Während des Pre-Camps in Miyazaki verletzte sich Lisa Mayer und musste ihren Start in Tokio absagen. Wegen einer Oberschenkelverletzung, die sie sich im Juni 2023 zuzog, verpasste sie die Deutschen Meisterschaften und die Welttitelkämpfe in Budapest. Dort war sie stattdessen als TV-Expertin für das ZDF tätig.
Bei den Olympischen Spielen in Paris 2024 holte Mayer in der 4-mal-100-Meter-Staffel Bronze.
Mayer gehörte zum Olympiakader des DLV und ist seit 2018/19 im Perspektivkader.

## Vereinszugehörigkeiten
Lisa Mayer startete in ihrer Jugend für die LG Langgöns/Oberkleen. 2017 wechselt sie zum Sprintteam Wetzlar.

## Privates
Mayer war mit dem 800-Meter-Läufer Marc Reuther (* 1996) liiert.

## Auszeichnungen
- 2024: Silbernes Lorbeerblatt[16]
- 2024: Sportlerin des Jahres der Stadt Frankfurt[17]

## Bestleistungen
(Stand: 14. Juni 2025)
Halle
- 60 m: 7,12 s, Karlsruhe, Indoor Meeting, 3. Februar 2018
- 200 m: 23,30 s, Leipzig, Deutsche Hallenmeisterschaften, 28. Februar 2016

Freiluft
- 100 m: 11,10 s (+0,9 m/s), Regensburg, 14. Juni 2025
- 200 m: 22,64 s (+1,7 m/s), Weinheim, 27. Mai 2017

## Erfolge
National
- 2014: Deutsche U20-Vizeneisterin (100 m)
- 2015: Deutsche Hochschulhallenmeisterin (60 m)
- 2015: Deutsche U20-Hallenvizemeisterin (60 m)
- 2015: Deutsche U20-Hallenmeisterin (200 m)
- 2015: Deutsche U20-Meisterin (100 und 200 m)
- 2015: Deutsche U23-Vizemeisterin (100 und 200 m)
- 2016: Deutsche Hochschulhallenmeisterin (60 m)
- 2016: 5. Platz Deutsche Hallenmeisterschaften (60 m)
- 2016: Deutsche Hallenvizemeisterin (200 m)
- 2016: Deutsche Vizemeisterin (100 und 200 m)
- 2017: 3. Platz Deutsche Hallenmeisterschaften (60 m)
- 2020: 3. Platz Deutsche Hallenmeisterschaften (60 m)
- 2021: 2. Platz Deutsche Meisterschaften (100 m)
- 2023: 2. Platz Deutsche Hallenmeisterschaften (60 m)

International
- 2013: 7. Platz U18-Weltmeisterschaften (200 m)
- 2014: 3. Platz U20-Weltmeisterschaften (4 × 100 m)
- 2015: U20-Europavizemeisterin (100 m)
- 2016: 3. Platz Europameisterschaften (4 × 100 m)
- 2016: 4. Platz Olympische Spiele (4 × 100 m)
- 2017: 1. Platz World Relays (4 × 100 m)
- 2017: 4. Platz Weltmeisterschaften (4 × 100 m)
- 2019: 3. Platz World Relays (4 × 100 m)
- 2022: 1. Platz Europameisterschaften (4 × 100 m)
- 2024: 3. Platz Olympische Spiele (4 × 100 m)

## Videos
- 2022: European Athletic Association: Women's 4x100m Relay Final | Munich 2022 | Germany auf YouTube, 13. August 2024, abgerufen am 23. August 2022 (englisch; Staffellauf zu Gold bei den Europameisterschaften 2022).
- 2024: Olympics: Women's 4x100m Final | Paris Champions auf YouTube, 13. August 2024, abgerufen am 13. August 2024 (englisch; Staffellauf zu Bronze bei den Olympischen Spielen 2024).